# Quintana (Texas)
Quintana è un centro abitato degli Stati Uniti d'America, situato nella contea di Brazoria dello Stato del Texas.

## Società

### Evoluzione demografica
Secondo il censimento del 2000, c'erano 38 persone, 20 nuclei familiari, e 11 famiglie residenti nella città. La densità di popolazione era di 62,6 persone per miglio quadrato (24,1/km²). C'erano 41 unità abitative a una densità media di 67,6 per miglio quadrato (26,0/km²). La composizione etnica della città era formata dall'84,21% di bianchi, e il 15,79% di due o più etnie. Gli ispanici o latinos di qualunque razza erano il 15,79% della popolazione.
C'erano 20 nuclei familiari di cui il 10,0% avevano figli di età inferiore ai 18 anni, il 40,0% erano coppie sposate conviventi, il 5,0% aveva un capofamiglia femmina senza marito, e il 45,0% erano non-famiglie. Il 25,0% di tutti i nuclei familiari erano individuali e il 10,0% aveva componenti con un'età di 65 anni o più che vivevano da soli. Il numero di componenti medio di un nucleo familiare era di 1,90 e quello di una famiglia era di 2,18.
La popolazione era composta dal 10,5% di persone sotto i 18 anni, il 5,3% di persone dai 18 ai 24 anni, il 26,3% di persone dai 25 ai 44 anni, il 42,1% di persone dai 45 ai 64 anni, e il 15,8% di persone di 65 anni o più. L'età media era di 48 anni. Per ogni 100 femmine c'erano 171,4 maschi. Per ogni 100 femmine dai 18 anni in giù, c'erano 142,9 maschi.
Il reddito medio di un nucleo familiare era di 25.500 dollari, e quello di una famiglia era di 11.875 dollari. I maschi avevano un reddito medio pro capite di 27.500 dollari contro i 14.688 dollari delle femmine. Il reddito medio pro capite totale era di 15.900 dollari. C'erano il 25,0% delle famiglie e il 18,2% della popolazione living sotto la soglia di povertà, incluso no under eighteens e none of those over 64.